# Igumanův palác

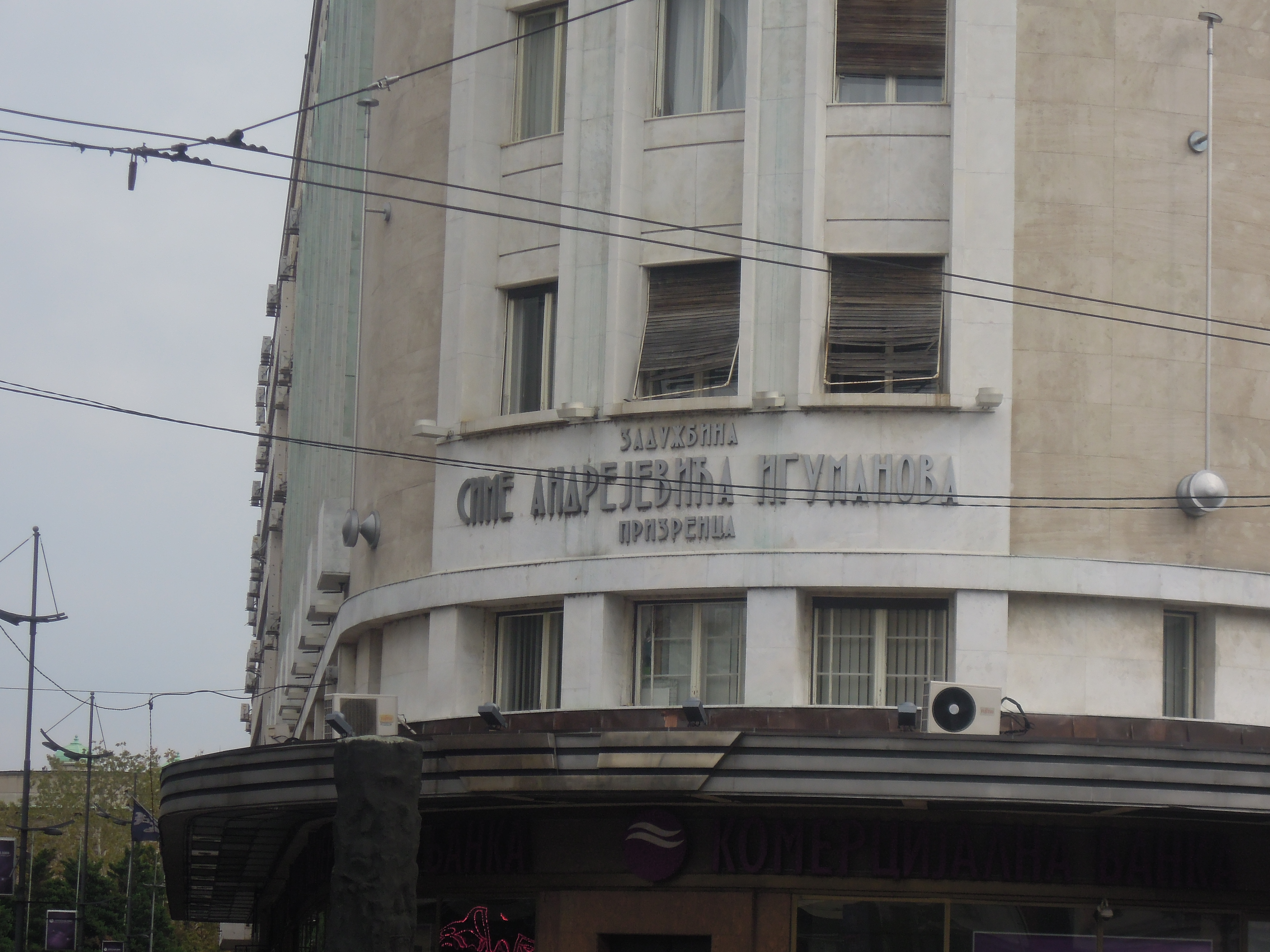
Nápis na průčelí.

Igumanův palác (srbsky Палата Игуманов/Palata Igumanov) se nachází v centru srbské metropole Bělehradu, na třídě Terazije. Palác byl zbudován z prostředků Simy Andrejeviće Igumanova, srbského obchodníka a filantropa. Dokončen byl v roce 1938 a představuje ukázku moderní architektury v Bělehradě. 

## Historie
V období existence meziválečné Jugoslávie byl Bělehrad centrem velké městě a dynamicky se rozrůstal. Z třídy Terazije se stal střed rychle rostoucího města a existoval značný tlak na to, aby namísto nízkých budov z 19. století zde vznikly velkolepé městské domy. Na konci roku 1935 byla vypsána veřejná soutěž na podobu nového paláce. Finance poskytl fond obchodníka Igumanova. Soutěž vedl Pera Popović, který byl zastáncem srbsko-byzantského architektonického stylu (ve kterém v první polovině 20. století vznikla např. budova staré pošty v blízkosti hlavního nádraží. Nakonec byl pro budovu paláce na Terazijích vybrán návrh bratrů Petra a Branka Krstićových. 
Výstavba byla zahájena roku 1937 a dokončena v dubnu 1938. Rohový pětipatrový palác přečkal bez větších problémů i druhou světovou válku. Po skončení konfliktu byl jen drobně opraven a přestavěno bylo přízemí. Přestože ideově čerpá palác ze srbsko-byzantského architektonického stylu, dominantním stylem je funkcionalismus. Obklad budovy tvoří mramor; nejvyšší patro má čtvercová okna, zatímco v nižších patrech byla jednotlivá okna uspořádána do svislých řad. Přízemí bylo určeno pro obchodní prostory, zatímco vyšší patra sloužila jako byty. Vstupy do objektu mají nápadné dekorativní provedení. Na rohu budovy se nachází nápis v cyrilici Задужбина Симе Андрејевића Игуманова Призренца'